# Ascorhynchus prosum
Ascorhynchus prosum là một loài nhện biển trong họ Ascorhynchidae. Loài này thuộc chi Ascorhynchus. Ascorhynchus prosum được miêu tả khoa học năm 1983 bởi Nakamura & Child.